# Hušica
Hušica – wieś w Słowenii, w gminie Tržič. W 2018 roku liczyła 5 mieszkańców.